# 바실리스 스테파노우스
바실리스 스테파노우스(라트비아어: Vasilijs Stepanovs, 1927년 12월 12일 - 2011년 4월 8일)는 라트비아의 역도 선수였다.
스테파노우스는 1948년에 역도를 시작했고, 1953년 소련 선수권 대회 미들급에서 우승했다. 그는 그 후 라이트헤비급으로 전향했고 1955년 유럽 선수권 대회와 1956년 소련 선수권 대회에서 우승했다. 그는 1955년 세계 선수권 대회와 1956년 올림픽에서 2위를 했다. 올림픽 이후 그는 미들헤비급으로 전향했고 1958년부터 1962년 사이에 용상에서 공식 세계 기록을 세웠다. 그는 은퇴한후 라트비아 리가에서 역도 선수를 가르쳤다.

## 참조
1. ↑  바실리스 스테파노우스 보관됨 2012-11-05 - 웨이백 머신. sports-reference.com